# Poursuite individuelle féminine aux Jeux olympiques d'été de 1992
Navigation
Atlanta 1996
La poursuite individuelle féminine est l'une des sept compétitions de cyclisme sur piste aux Jeux olympiques de 1992. Elle consiste en une série de duels. Les deux cyclistes partent des côtés opposés de la piste et parcourent 12 tours (3 kilomètres) pour essayer de rejoindre l'adversaire. Si aucune cycliste n'est rejointe, les coureuses sont départagées au temps.
C'est la première fois que l'épreuve est inscrite au programme des Jeux olympiques.

## Résultats

### Qualifications (30 juillet)
Les 17 participantes se mesurent dans des manches qualificatives. La qualification pour le tour suivant n'est pas automatique pour les vainqueurs de ces duels. Ce sont les cyclistes avec les huit meilleurs temps qui se qualifient pour les quarts de finale.
| Rang | Cycliste                      | Pays             | Temps                  | Notes |
| ---- | ----------------------------- | ---------------- | ---------------------- | ----- |
| 1    | Kathryn Watt                  | Australie        | 3 min 41 s 886 (RM/RO) | Q     |
| 2    | Petra Rossner                 | Allemagne        | 3 min 43 s 091         | Q     |
| 3    | Rebecca Twigg                 | États-Unis       | 3 min 43 s 218         | Q     |
| 4    | Svetlana Samokhvalova         | Équipe unifiée   | 3 min 43 s 326         | Q     |
| 5    | Hanne Malmberg                | Danemark         | 3 min 45 s 230         | Q     |
| 6    | Jeannie Longo-Ciprelli        | France           | 3 min 46 s 935         | Q     |
| 7    | Leontien Zijlaard-van Moorsel | Pays-Bas         | 3 min 46 s 956 (RM/RO) | Q     |
| 8    | Tea Vikstedt-Nyman            | Finlande         | 3 min 47 s 516         | Q     |
| 9    | Kristel Werckx                | Belgique         | 3 min 50 s 051         |       |
| 10   | Jacqueline Nelson             | Nouvelle-Zélande | 3 min 51 s 259         |       |
| 11   | Seiko Hashimoto               | Japon            | 3 min 51 s 674 (RM/RO) |       |
| 12   | Gabriella Pregnolato          | Italie           | 3 min 52 s 376         |       |
| 13   | Aiga Zagorska                 | Lituanie         | 3 min 52 s 450         |       |
| 14   | Kelly-Ann Way                 | Canada           | 3 min 54 s 284         |       |
| 15   | Zhou Lingmei                  | Chine            | 4 min 04 s 085         |       |
| 16   | Olga Sacasa                   | Nicaragua        | 4 min 32 s 671 (RM/RO) |       |
|      | Margaret Bean                 | Guam             | rejoint                |       |

### 1/4 de finale (30 juillet)
Dans les quarts de finale, les coureuses s'affrontent sur une manche. Les vainqueurs se qualifient pour les 1/2 finales et les perdantes reçoivent un rang en fonction de leur temps.
| Série | Rang | Cycliste                      | Pays           | Temps                  |
| ----- | ---- | ----------------------------- | -------------- | ---------------------- |
| 1     | 1    | Hanne Malmberg                | Danemark       | 3 min 46 s 959         |
| 1     | 2    | Svetlana Samokhvalova         | Équipe unifiée | 3 min 47 s 444         |
| 2     | 1    | Rebecca Twigg                 | États-Unis     | 3 min 46 s 508         |
| 2     | 2    | Jeannie Longo-Ciprelli        | France         | 3 min 46 s 547         |
| 3     | 1    | Petra Rossner                 | Allemagne      | 3 min 41 s 509 (RM/RO) |
| 3     | 2    | Leontien Zijlaard-van Moorsel | Pays-Bas       | 3 min 49 s 795         |
| 4     | 1    | Kathryn Watt                  | Australie      | 3 min 45 s 305         |
| 4     | 2    | Tea Vikstedt-Nyman            | Finlande       | 3 min 48 s 918         |

### 1/2 finales (31 juillet)
Dans les demi-finales, les coureuses s'affrontent sur une manche. Les vainqueurs se qualifient pour la finale et les perdantes reçoivent un rang en fonction de leur temps. Il n'y a donc pas de match pour la médaille de bronze.
| Série | Rang | Cycliste       | Pays       | Temps          |
| ----- | ---- | -------------- | ---------- | -------------- |
| 1     | 1    | Kathryn Watt   | Australie  | 3 min 49 s 790 |
| 1     | 2    | Rebecca Twigg  | États-Unis | 3 min 52 s 429 |
| 2     | 1    | Petra Rossner  | Allemagne  | 3 min 48 s 517 |
| 2     | 2    | Hanne Malmberg | Danemark   | 3 min 53 s 516 |

### Finale (31 juillet)
Les coureuses qualifiées au tour précédent se rencontrent pour le titre olympique.
| Rang | Cycliste      | Pays      | Temps          |
| ---- | ------------- | --------- | -------------- |
| 1    | Petra Rossner | Allemagne | 3 min 41 s 573 |
| 2    | Kathryn Watt  | Australie | 3 min 43 s 438 |

## Sources
- Résultats